# 目黒鹿鳴館
目黒鹿鳴館（めぐろろくめいかん、Rock-May-Kan）は、東京都目黒区目黒にあるライブハウス。

## 概要
1980年にオープンし、老舗のライブハウスと称される。オープン初期に米米CLUB、THE MODS等が、1980年代に44MAGNUM、DEAD END、X（のちのX JAPAN）、D'ERLANGER、ZI:KILL、AION等、1990年代にLUNA SEA、GLAY、MALICE MIZER、PENICILLIN等がインディーズ時代に活動拠点にし、DIR EN GREY、MUCC、MERRY、シド、ガゼット等、後にメジャーデビューしたバンドの原点の場所やメタルの聖地と評されることもあるライブハウスである。
2010年に結成し後に世界規模で公演を行うことになるBABYMETALにとって最初のワンマンライブが2012年7月21日に目黒鹿鳴館で行われており、それ以降はアイドルのライブも増えている。
2010年3月19日・20日、鹿鳴館オープン30周年記念ライブイベント「鹿鳴館伝説〜LEGEND OF ROCK MAY KAN〜」がJCBホールで開催され、19日公演にMUCC、MERRY、Phantasmagoria、Versailles、20日公演に44MAGNUM、DEAD END、D'ERLANGERが出演。第2弾として2012年11月15日に「鹿鳴館伝説PARTII〜LEGEND OF ROCK MAY KAN〜」がTOKYO DOME CITY HALLで開催され、Plastic Tree、Creature Creature、MERRY、lynch.が出演。
2012年10月、リニューアルオープン。客席が撤去されオールスタンディングになった。
新型コロナウイルス感染症の蔓延により2020年に日本各地のライブハウスが経営危機に陥った際には、BABYMETALなど目黒鹿鳴館に縁のある複数のバンド・グループとそのファンから、経営支援の助言や共同プロジェクトの実施提案が寄せられた。
2023年5月29日の結成記念日にLUNA SEAが、突如、緊急フリーライブ「LUNA SEA Back in 鹿鳴館」を催し、観客はオフィシャルファンクラブ「SLAVE」会員限定150人抽選招待で、この模様はLUNA SEA公式YouTubeチャンネルで無料生配信された。
入居する山﨑ビルが老朽化したことなどもあり、2024年1月をもって現在の場所から退去を予定していた。しかし、2023年9月時点で移転先を探すのが難航していることやビル管理会社による解体スケジュールが未定となっていることから、退去予定日が最低1年延期となったことを同月発表した。その後、移転先が決定したことから2025年1月19日に営業を一旦終了したが、同年2月12日までに移転先の契約が白紙となり、現在地での契約を当面延長した上で営業再開することとなった。
移転先及びオープンの日程は未定。

## 施設概要
- スタンディング（約250人）
- 最寄り駅：JR目黒駅

## 鹿鳴館HARDROCK&HEAVYMETAL専門レーベル
- MEPHISTOPHELES『devils on metal revitalized』（2015年7月22日）[18]